# 东山街道 (湘乡市)
东山街道，是中华人民共和国湖南省湘潭市湘乡市下辖的一个乡镇级行政单位。

## 行政区划
东山街道下辖以下地区：
起凤社区、书院路社区、城南社区、先进村、双涟村、双泉村、塔子村、东林村、东山村、城东村、新岸村、东岸村、东胜村、东台村和张江村。